# Tranås (Granit)

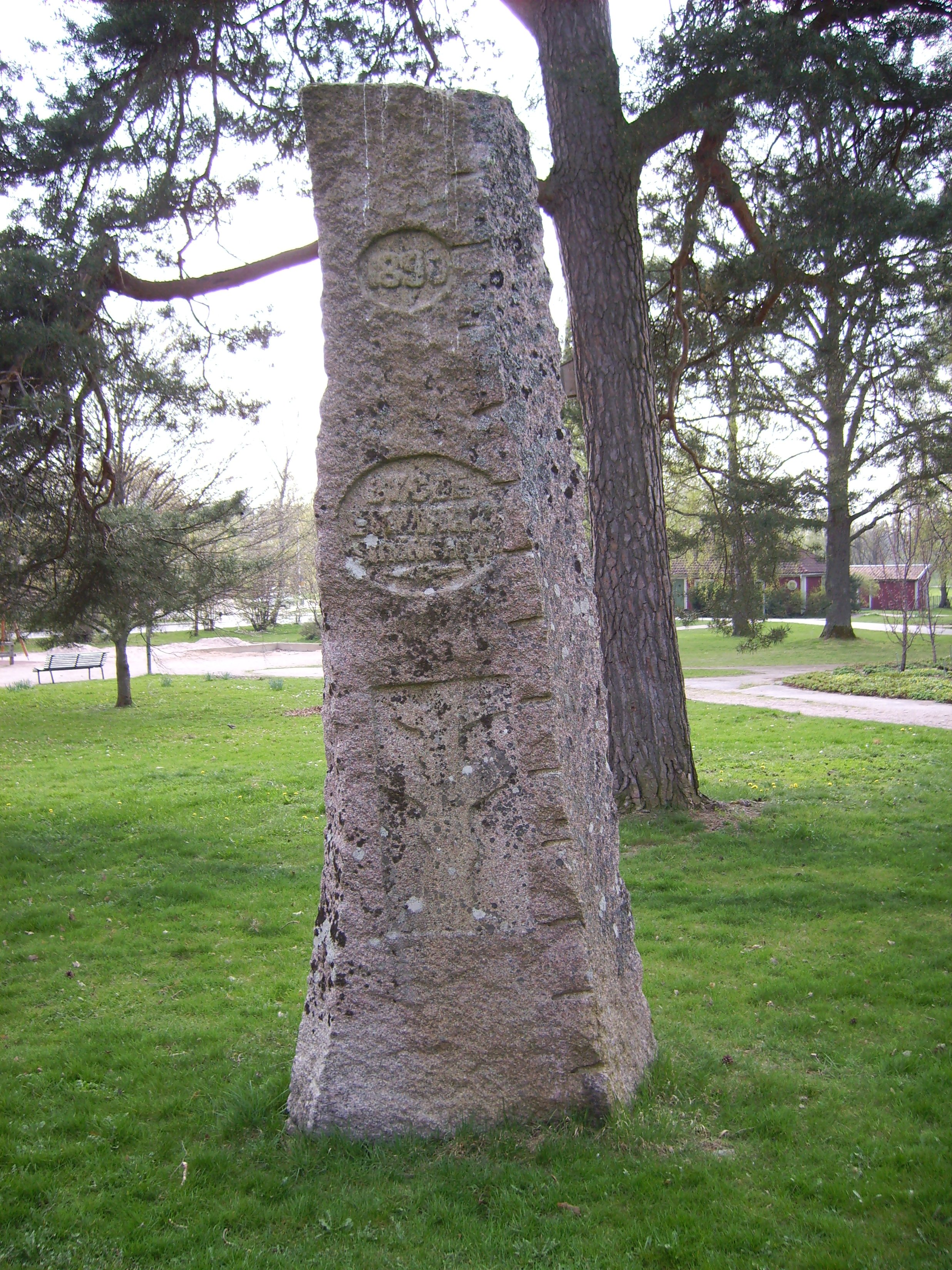
Stele im Ekmarkspark der Gemeinde Tranås

Tranås ist ein schwedischer Granit, der zwischen den Ortschaften Tranås und Eksjö, westlich des Vättern-Sees, vorkommt.

## Name
In Deutschland wird Tranås üblicherweise Tranas geschrieben. Der Granit Tranås Rubin ist ein intensiv hellroter Granit, der nicht mit Tranås zu verwechseln ist, denn es handelt sich um den Granit namens Askeryd aus dem Småland, der seit 1986 gebrochen wird. Unschwer ist der „echte“ Tranås als dunkelroter Granit vom Askeryk zu unterscheiden.

## Gesteinsbeschreibung und Mineralbestand
Der Granittyp Tranås wurde erst nach dem Ersten Weltkrieg gebrochen. Rotgefärbt ist der mittel- bis grobkörnige Alkaligranit durch einen Anteil von etwa 85 % von roten Kalifeldspäten. Die Feldspatkristalle sind unterschiedlich rot in Abhängigkeit vom Eintrag von feinstverteiltem Hämatit.
Zwischen den Feldspäten ist hellgrauer Quarz und Biotit eingelagert, letzteres Mineral ist als schwarze Körner erkennbar, ferner sind 3 % Hornblende enthalten.

## Verwendung
Der Naturstein eignet sich im Bauwesen als Massivstein und für Innenausbauten, Steindenkmäler und Grabsteine. In der Innen- als auch in der Außenarchitektur findet Tranås als Bauzier und für Treppen- und Bodenbeläge und Fassaden Verwendung. Er wird auch in Bädern als Waschtisch und in Küchen als Arbeitsplatte, in der Bildhauerei und im Gartenbau für Pflaster und Mauersteine verwendet. Er ist frostfest und polierbar.
Der größte Teil dieses schwedischen Granits wird exportiert.